# Sigi Heinrich

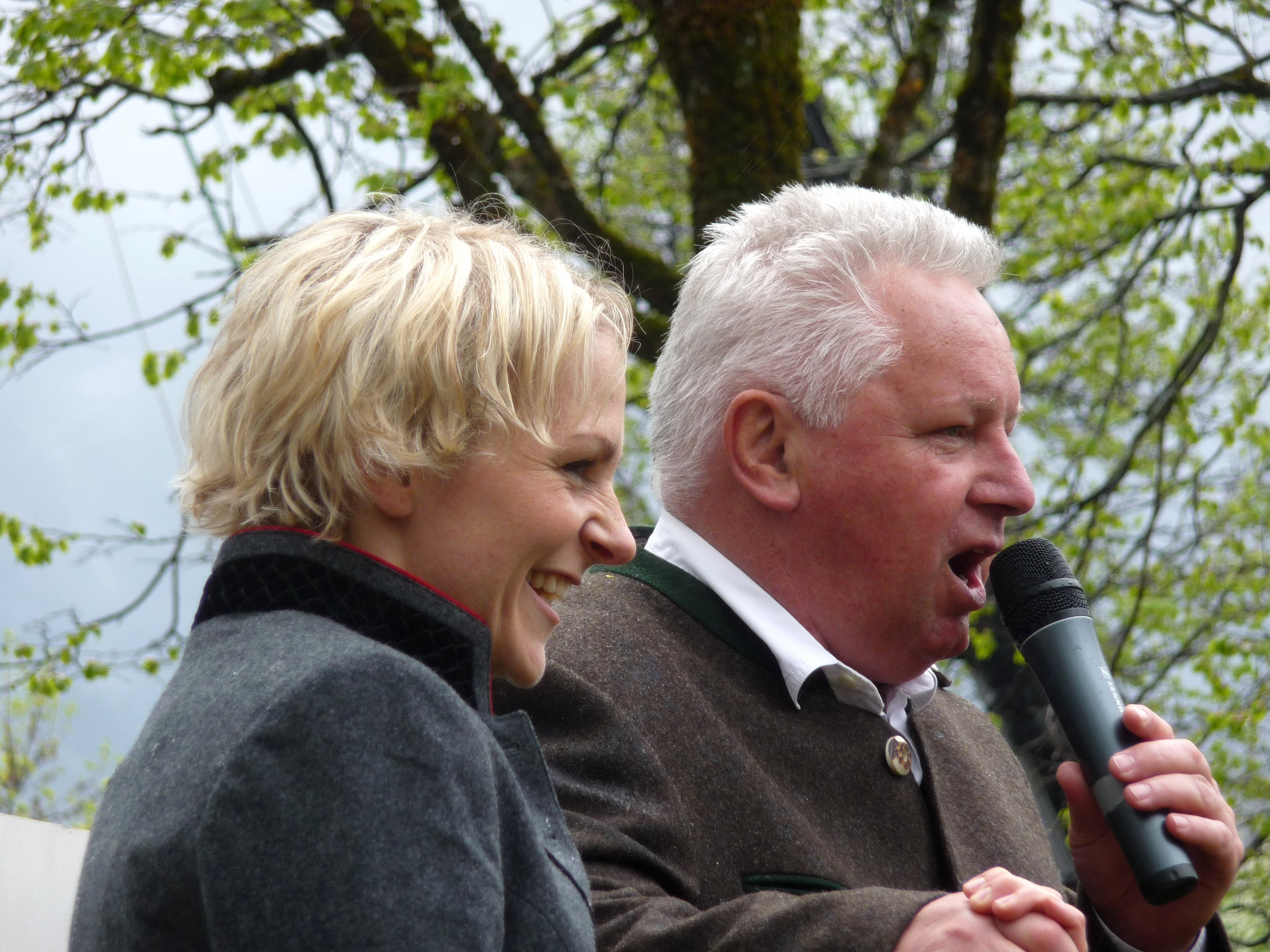
Sigi Heinrich bei der Verabschiedung der Biathletin Martina Beck in Mittenwald, Mai 2010

Siegfried „Sigi“ Heinrich (* 21. Juni 1953 in Wolfratshausen) ist ein deutscher Redakteur und Sportreporter.

## Leben
Sigi Heinrich absolvierte ein Sportstudium an der Technischen Universität München. Er ist ehemaliger Sportlehrer, Kunstturner und Volleyballtrainer. Acht Jahre lang arbeitete er als Redakteur bei der Süddeutschen Zeitung und wechselte 1989 zum neu gegründeten Sender Eurosport, wo er einer der Haupt-Kommentatoren mit den Schwerpunkten Leichtathletik, Gerätturnen, Biathlon, Ski Alpin, Eiskunstlauf, Wasserspringen, Sportklettern und Volleyball ist; zudem berichtet er bei Olympischen Spielen über die Eröffnungs- und Abschlussveranstaltungen.
Ab 1993 kommentierte Heinrich zusammen mit Dirk Thiele die Leichtathletikübertragungen des Senders. Das Duo wurde erstmals 2001 für den Deutschen Fernsehpreis („Beste Sportsendung des Jahres“) nominiert und 2008 mit diesem Preis ausgezeichnet. Zudem erfolgte 2005 eine Nominierung für den Grimme-Preis (Wettbewerb „Spezial“). Nachdem Thiele Mitte der 2010er Jahre seine Kommentatorentätigkeit beendet hatte, bildete Heinrich für die Leichtathletik ein Kommentatorenduo mit Markus Röhrig.
2006 zeichnete die Internationale Biathlon-Union Sigi Heinrich mit dem „Biathlon-Award“ aus. Im Juli 2014 erhielt Heinrich den Bayerischen Sportpreis in der Kategorie „Herausragende Präsentation des Sports“.
Sigi Heinrich lebt in Benediktbeuern.